# Lista de municípios do Tocantins por ano de criação
Esta é uma lista de municípios do Tocantins por ano de criação, indicando seus topônimos na época em que pertenciam ao estado de Goiás, antes da divisão do estado, em 1988. A relação está em ordem cronólógica.
Em 2025, o Tocantins possuía 139 municípios, dos quais 81 já existiam antes da criação do estado.

## Antigos municípios de Goiás
Até a criação do estado do Tocantins em 5 de outubro de 1988, os municípios a seguir compunham a porção norte do estado de Goiás.

### Século XVIII
Havia um município no norte goiano.
| Bandeira   | Município  | Criação                        | Instalação          |
| ---------- | ---------- | ------------------------------ | ------------------- |
| Natividade | Natividade | Fundado em 1º de junho de 1737 | 1º de junho de 1737 |

### Século XIX
Foram criados nove municípios no norte goiano elevando o número total para dez.
| Bandeira              | Município      | Criação                                            | Instalação           |
| --------------------- | -------------- | -------------------------------------------------- | -------------------- |
| Pedro Afonso          | Pedro Afonso   | Fundado em 15 de julho de 1847                     | 15 de julho de 1847  |
| Paranã                | Paranã         | Lei provincial nº 03 de 5 de outubro de 1857       | 5 de outubro de 1857 |
| Bandeira desconhecida | Tocantinópolis | Lei provincial nº 02 de 28 de julho de 1858        | 28 de julho de 1858  |
| Porto Nacional        | Porto Nacional | Resolução provincial nº 333 de 13 de julho de 1861 | 13 de julho de 1861  |
| Araguatins            | Araguatins     | Fundado em 9 de junho de 1868                      | 9 de junho de 1868   |
| Taguatinga            | Taguatinga     | Lei provincial nº 425 de 10 de novembro de 1868    | 10 de julho de 1872  |
| Dianópolis            | Dianópolis     | Lei provincial nº 723 de 26 de agosto de 1884      | 2 de março de 1938   |
| Peixe                 | Peixe          | Lei estadual nº 64 20 de junho de 1895             | 20 de junho de 1895  |

### Anos 1930
Criado mais um município no norte goiano o número total foi elevado para onze.
| Bandeira   | Município  | Criação                                    | Instalação          |
| ---------- | ---------- | ------------------------------------------ | ------------------- |
| Araguacema | Araguacema | Lei estadual nº 118 de 15 de junho de 1937 | 21 de abril de 1938 |

### Anos 1940
Três novos municípios elevaram para quatorze o número de municípios no norte goiano.
| Bandeira              | Município             | Criação                                     | Instalação            |
| --------------------- | --------------------- | ------------------------------------------- | --------------------- |
| Bandeira desconhecida | Itaguatins            | Decreto-lei nº 55 de 18 de agosto de 1945   | 18 de agosto de 1945  |
| Filadélfia            | Filadélfia            | Lei estadual nº 154 8 de outubro de 1948    | 1º de janeiro de 1949 |
|                       | Miracema do Tocantins | Lei estadual nº 120 de 25 de agosto de 1948 | 1º de janeiro de 1949 |

### Anos 1950
Foram criados vinte e um municípios ao longo da década e com isso o norte goiano passou a contar com trinta e cinco municípios.
| Bandeira              | Município               | Criação                                         | Instalação            |
| --------------------- | ----------------------- | ----------------------------------------------- | --------------------- |
| Tupirama              | Tupirama                | Lei estadual nº 737 de 22 de junho de 1953      | 1º de janeiro de 1954 |
| Guaraí                | Guaraí                  | Lei estadual nº 838 de 22 de junho de 1953      | 1º de janeiro de 1954 |
| Bandeira desconhecida | Pium                    | Lei estadual nº 740 de 23 de junho de 1953      | 1º de janeiro de 1954 |
| Bandeira desconhecida | Babaçulândia            | Lei estadual nº 741 de 23 de junho de 1953      | 1º de janeiro de 1954 |
| Bandeira desconhecida | Cristalândia            | Lei estadual nº 742 de 23 de junho de 1953      | 1º de janeiro de 1954 |
| Bandeira desconhecida | Lizarda                 | Lei estadual nº 891 de 11 de novembro de 1953   | 1º de janeiro de 1954 |
| Bandeira desconhecida | Itacajá                 | Lei estadual nº 891 de 12 de novembro de 1953   | 1º de janeiro de 1954 |
| Bandeira desconhecida | Goiatins                | Lei estadual nº 891 de 12 de dezembro de 1953   | 1º de janeiro de 1954 |
| Bandeira desconhecida | Almas                   | Lei estadual nº 2.094 de 14 de novembro de 1958 | 1º de janeiro de 1959 |
| Xambioá               | Xambioá                 | Lei estadual nº 2.118 de 14 de novembro de 1958 | 1º de janeiro de 1959 |
| Bandeira desconhecida | Brejinho de Nazaré      | Lei estadual nº 2.124 de 14 de novembro de 1958 | 1º de janeiro de 1959 |
| Dueré                 | Dueré                   | Lei estadual nº 2.124 de 14 de novembro de 1958 | 1º de janeiro de 1959 |
| Araguaína             | Araguaína               | Lei estadual nº 2.125 de 14 de novembro de 1958 | 1º de janeiro de 1959 |
| Bandeira desconhecida | Ponte Alta do Tocantins | Lei estadual nº 2.126 de 14 de novembro de 1958 | 1º de janeiro de 1959 |
| Bandeira desconhecida | Novo Acordo             | Lei estadual nº 2.130 de 14 de novembro de 1958 | 1º de janeiro de 1959 |
| Bandeira desconhecida | Nazaré                  | Lei estadual nº 2.133 de 14 de novembro de 1958 | 1º de janeiro de 1959 |
| Bandeira desconhecida | Ponte Alta do Bom Jesus | Lei estadual nº 2.134 de 14 de novembro de 1958 | 1º de janeiro de 1959 |
| Bandeira desconhecida | Araguaçu                | Lei estadual nº 2.135 de 14 de novembro de 1958 | 1º de janeiro de 1959 |
| Gurupi                | Gurupi                  | Lei estadual nº 2.140 de 14 de novembro de 1958 | 1º de janeiro de 1959 |
| Bandeira desconhecida | Presidente Kennedy      | Lei estadual nº 2.343 de 5 de dezembro de 1958  | 1º de janeiro de 1959 |
| Bandeira desconhecida | Tupiratins              | Lei estadual nº 2.343 de 5 de dezembro de 1958  | 1º de janeiro de 1959 |

### Anos 1960
Com os dezenove municípios criados nesta década o norte goiano passou a contar com cinquenta e quatro municípios.
| Bandeira              | Município                  | Criação                                        | Instalação            |
| --------------------- | -------------------------- | ---------------------------------------------- | --------------------- |
| Bandeira desconhecida | Pequizeiro                 | Lei estadual nº 4.595 de 1º de janeiro de 1963 | 1º de janeiro de 1964 |
| Bandeira desconhecida | Conceição do Tocantins     | Lei estadual nº 4.486 de 7 de agosto de 1963   | 1º de janeiro de 1964 |
| Bandeira desconhecida | Dois Irmãos do Tocantins   | Lei estadual nº 4.550 de 4 de setembro de 1963 | 1º de janeiro de 1964 |
| Bandeira desconhecida | Formoso do Araguaia        | Lei estadual nº 4.596 de 1º de outubro de 1963 | 1º de janeiro de 1964 |
| Couto de Magalhães    | Couto de Magalhães         | Lei estadual nº 4.597 de 1º de outubro de 1963 | 1º de janeiro de 1964 |
| Bandeira desconhecida | São Sebastião do Tocantins | Lei estadual nº 4.584 de 1º de outubro de 1963 | 1º de janeiro de 1964 |
| Bandeira desconhecida | Alvorada                   | Lei estadual n° 4.862 de 5 de novembro de 1963 | 1º de janeiro de 1964 |
| Bandeira desconhecida | Tocantínia                 | Lei estadual nº 798 de 7 de outubro de 1963    | 1º de janeiro de 1964 |
| Bandeira desconhecida | Pindorama do Tocantins     | Lei estadual nº 4.651 de 8 de outubro de 1963  | 1º de janeiro de 1964 |
| Bandeira desconhecida | Itaporã do Tocantins       | Lei estadual nº 4.652 de 8 de outubro de 1963  | 1º de janeiro de 1964 |
| Bandeira desconhecida | Miranorte                  | Lei estadual nº 4.820 de 8 de outubro de 1963  | 1º de janeiro de 1964 |
| Bandeira desconhecida | Axixá do Tocantins         | Lei estadual nº 4.682 de 14 de outubro de 1963 | 1º de janeiro de 1964 |
| Bandeira desconhecida | Sítio Novo do Tocantins    | Lei estadual nº 4.683 de 14 de outubro de 1963 | 1º de janeiro de 1964 |
| Ananás                | Ananás                     | Lei estadual nº 4.684 de 14 de outubro de 1963 | 1º de janeiro de 1964 |
| Bandeira desconhecida | Colinas do Tocantins       | Lei estadual nº 4.707 de 23 de outubro de 1963 | 1º de janeiro de 1964 |
| Bandeira desconhecida | Monte do Carmo             | Lei estadual nº 4.708 de 23 de outubro de 1963 | 1º de janeiro de 1964 |
| Bandeira desconhecida | Paraíso do Tocantins       | Lei estadual nº 4.716 de 23 de outubro de 1963 | 1º de janeiro de 1964 |
| Bandeira desconhecida | Aurora do Tocantins        | Lei estadual nº 4.718 de 29 de outubro de 1963 | 1º de janeiro de 1964 |
| Arapoema              | Arapoema                   | Lei estadual n° 4.800 de 7 de novembro de 1963 | 1º de janeiro de 1964 |

### Anos 1980
Nesta década, o número de municípios no norte goiano chegou a sessenta e quatro graças a dez municípios que foram criados antes de surgir o Tocantins. O novo estado recebeu de Goiás dezessete municípios não instalados que fizeram eleições e empossaram os eleitos ainda em 1989 com Miracema do Tocantins no status quo de capital provisória de um estado com oitenta e um municípios.
| Bandeira              | Município                 | Criação                                          | Instalação              |
| --------------------- | ------------------------- | ------------------------------------------------ | ----------------------- |
| Bandeira desconhecida | Colmeia                   | Lei estadual nº 8.809 de 14 de maio de 1980      | 1º de fevereiro de 1983 |
| Bandeira desconhecida | Figueirópolis             | Lei estadual n° 8.840 de 10 de junho de 1980     | 1º de fevereiro de 1983 |
| Silvanópolis          | Silvanópolis              | Lei estadual nº 8.843 de 10 de junho de 1980     | 1º de fevereiro de 1983 |
| Bandeira desconhecida | Nova Olinda               | Lei estadual n° 8.847 de 10 de junho de 1980     | 1º de fevereiro de 1983 |
| Bandeira desconhecida | Palmeirópolis             | Lei estadual n° 8.850 de 10 de junho de 1980     | 1º de fevereiro de 1983 |
| Bandeira desconhecida | Wanderlândia              | Lei estadual n° 8.851 de 10 de junho de 1980     | 1º de fevereiro de 1983 |
| Bandeira desconhecida | Augustinópolis            | Lei estadual nº 9.180 de 11 de maio de 1982      | 1º de fevereiro de 1983 |
| Bandeira desconhecida | Fátima                    | Lei estadual nº 9.188 de 14 de maio de 1982      | 1º de fevereiro de 1983 |
| Bandeira desconhecida | Oliveira de Fátima        | Lei estadual nº 9.188 de 14 de maio de 1982      | 1º de fevereiro de 1983 |
| Bandeira desconhecida | Rio Sono                  | Lei estadual nº 9.188 de 14 de maio de 1982      | 1º de fevereiro de 1983 |
| Bandeira desconhecida | Bernardo Sayão            | Lei estadual nº 10.395 de 30 de dezembro de 1987 | 1º de junho de 1989     |
| Bandeira desconhecida | Combinado                 | Lei estadual nº 10.402 de 30 de dezembro de 1987 | 1º de junho de 1989     |
| Bandeira desconhecida | Caseara                   | Lei estadual nº 10.406 de 30 de dezembro de 1987 | 1º de junho de 1989     |
| Bandeira desconhecida | Divinópolis do Tocantins  | Lei estadual nº 10.407 de 30 de dezembro de 1987 | 1º de junho de 1989     |
| Bandeira desconhecida | Marianópolis do Tocantins | Lei estadual nº 10.410 de 30 de dezembro de 1987 | 1º de junho de 1989     |
| Bandeira desconhecida | Aparecida do Rio Negro    | Lei estadual nº 10.411 de 30 de dezembro de 1987 | 1º de junho de 1989     |
| Bandeira desconhecida | Sampaio                   | Lei estadual nº 10.416 de 1º de janeiro de 1988  | 1º de junho de 1989     |
| Bandeira desconhecida | Santa Rosa do Tocantins   | Lei estadual nº 10.418 de 1º de janeiro de 1988  | 1º de junho de 1989     |
| Bandeira desconhecida | São Valério da Natividade | Lei estadual nº 10.420 de 1º de janeiro de 1988  | 1º de junho de 1989     |
| Bandeira desconhecida | Praia Norte               | Lei estadual nº 10.422 de 2 de janeiro de 1988   | 1º de junho de 1989     |
| Bandeira desconhecida | Buriti do Tocantins       | Lei estadual nº 10.424 de 3 de janeiro de 1988   | 1º de junho de 1989     |
| Bandeira desconhecida | Santa Tereza do Tocantins | Lei estadual nº 10.426 de 5 de janeiro de 1988   | 1º de junho de 1989     |
| Bandeira desconhecida | Aliança do Tocantins      | Lei estadual nº 10.439 de 10 de janeiro de 1988  | 1º de junho de 1989     |
| Bandeira desconhecida | Barrolândia               | Lei estadual nº 10.442 de 11 de janeiro de 1988  | 1º de junho de 1989     |
| Nova Rosalândia       | Nova Rosalândia           | Lei estadual nº 10.443 de 12 de janeiro de 1988  | 1º de junho de 1989     |
| Bandeira desconhecida | Goianorte                 | Lei estadual nº 10.444 de 13 de janeiro de 1988  | 1º de junho de 1989     |
| Bandeira desconhecida | Porto Alegre do Tocantins | Lei estadual nº 10.447 de 14 de janeiro de 1988  | 1º de junho de 1989     |

## Após a criação do Tocantins

### Anos 1990
Dentre os cinquenta e oito municípios municípios criados após a emancipação do estado estava a cidade de Palmas que passaria a ser a capital do Tocantins, agora com cento e trinta e nove municípios.
| Bandeira                  | Município                    | Criação                                        | Instalação            |
| ------------------------- | ---------------------------- | ---------------------------------------------- | --------------------- |
| Palmas                    | Palmas                       | 20 de maio de 1989                             | 1º de janeiro de 1990 |
| Bandeira desconhecida     | Abreulândia                  | Lei estadual nº 251 de 20 de fevereiro de 1991 | 1º de janeiro de 1993 |
| Bandeira desconhecida     | Angico                       | Lei estadual nº 251 de 20 de fevereiro de 1991 | 1º de janeiro de 1993 |
| Bandeira desconhecida     | Aragominas                   | Lei estadual nº 251 de 20 de fevereiro de 1991 | 1º de janeiro de 1993 |
| Bandeira desconhecida     | Araguanã                     | Lei estadual nº 251 de 20 de fevereiro de 1991 | 1º de janeiro de 1993 |
| Bandeira desconhecida     | Bom Jesus do Tocantins       | Lei estadual nº 251 de 20 de fevereiro de 1991 | 1º de janeiro de 1993 |
| Cachoerinha               | Cachoeirinha                 | Lei estadual nº 251 de 20 de fevereiro de 1991 | 1º de janeiro de 1993 |
| Bandeira desconhecida     | Campos Lindos                | Lei estadual nº 251 de 20 de fevereiro de 1991 | 1º de janeiro de 1993 |
| Bandeira desconhecida     | Cariri do Tocantins          | Lei estadual nº 251 de 20 de fevereiro de 1991 | 1º de janeiro de 1993 |
| Carmolândia               | Carmolândia                  | Lei estadual nº 251 de 20 de fevereiro de 1991 | 1º de janeiro de 1993 |
| Bandeira desconhecida     | Carrasco Bonito              | Lei estadual nº 251 de 20 de fevereiro de 1991 | 1º de janeiro de 1993 |
| Bandeira desconhecida     | Centenário                   | Lei estadual nº 251 de 20 de fevereiro de 1991 | 1º de janeiro de 1993 |
| Bandeira desconhecida     | Darcinópolis                 | Lei estadual nº 251 de 20 de fevereiro de 1991 | 1º de janeiro de 1993 |
| Bandeira desconhecida     | Esperantina                  | Lei estadual nº 251 de 20 de fevereiro de 1991 | 1º de janeiro de 1993 |
| Bandeira desconhecida     | Fortaleza do Tabocão         | Lei estadual nº 251 de 20 de fevereiro de 1991 | 1º de janeiro de 1993 |
| Bandeira desconhecida     | Jaú do Tocantins             | Lei estadual nº 251 de 20 de fevereiro de 1991 | 1º de janeiro de 1993 |
| Bandeira desconhecida     | Juarina                      | Lei estadual nº 251 de 20 de fevereiro de 1991 | 1º de janeiro de 1993 |
| Bandeira desconhecida     | Lagoa da Confusão            | Lei estadual nº 251 de 20 de fevereiro de 1991 | 1º de janeiro de 1993 |
| Lagoa da Confusão         | Lagoa do Tocantins           | Lei estadual nº 251 de 20 de fevereiro de 1991 | 1º de janeiro de 1993 |
| Bandeira desconhecida     | Lajeado                      | Lei estadual nº 251 de 20 de fevereiro de 1991 | 1º de janeiro de 1993 |
| Bandeira desconhecida     | Mateiros                     | Lei estadual nº 251 de 20 de fevereiro de 1991 | 1º de janeiro de 1993 |
| Bandeira desconhecida     | Maurilândia do Tocantins     | Lei estadual nº 251 de 20 de fevereiro de 1991 | 1º de janeiro de 1993 |
| Bandeira desconhecida     | Muricilândia                 | Lei estadual nº 251 de 20 de fevereiro de 1991 | 1º de janeiro de 1993 |
| Bandeira desconhecida     | Novo Alegre                  | Lei estadual nº 251 de 20 de fevereiro de 1991 | 1º de janeiro de 1993 |
| Bandeira desconhecida     | Novo Jardim                  | Lei estadual nº 251 de 20 de fevereiro de 1991 | 1º de janeiro de 1993 |
| Bandeira desconhecida     | Palmeirante                  | Lei estadual nº 251 de 20 de fevereiro de 1991 | 1º de janeiro de 1993 |
| Bandeira desconhecida     | Palmeiras do Tocantins       | Lei estadual nº 251 de 20 de fevereiro de 1991 | 1º de janeiro de 1993 |
| Bandeira desconhecida     | Pau-d'Arco                   | Lei estadual nº 251 de 20 de fevereiro de 1991 | 1º de janeiro de 1993 |
| Bandeira desconhecida     | Piraquê                      | Lei estadual nº 251 de 20 de fevereiro de 1991 | 1º de janeiro de 1993 |
| Bandeira desconhecida     | Recursolândia                | Lei estadual nº 251 de 20 de fevereiro de 1991 | 1º de janeiro de 1993 |
| Bandeira desconhecida     | Riachinho                    | Lei estadual nº 251 de 20 de fevereiro de 1991 | 1º de janeiro de 1993 |
| Bandeira desconhecida     | Rio da Conceição             | Lei estadual nº 251 de 20 de fevereiro de 1991 | 1º de janeiro de 1993 |
| Bandeira desconhecida     | Rio dos Bois                 | Lei estadual nº 251 de 20 de fevereiro de 1991 | 1º de janeiro de 1993 |
| Bandeira desconhecida     | Sandolândia                  | Lei estadual nº 251 de 20 de fevereiro de 1991 | 1º de janeiro de 1993 |
| Bandeira desconhecida     | Santa Fé do Araguaia         | Lei estadual nº 251 de 20 de fevereiro de 1991 | 1º de janeiro de 1993 |
| Bandeira desconhecida     | Santa Maria do Tocantins     | Lei estadual nº 251 de 20 de fevereiro de 1991 | 1º de janeiro de 1993 |
| São Bento do Tocantins    | São Bento do Tocantins       | Lei estadual nº 251 de 20 de fevereiro de 1991 | 1º de janeiro de 1993 |
| Bandeira desconhecida     | São Félix do Tocantins       | Lei estadual nº 251 de 20 de fevereiro de 1991 | 1º de janeiro de 1993 |
| Bandeira desconhecida     | São Miguel do Tocantins      | Lei estadual nº 251 de 20 de fevereiro de 1991 | 1º de janeiro de 1993 |
| São Salvador do Tocantins | São Salvador do Tocantins    | Lei estadual nº 251 de 20 de fevereiro de 1991 | 1º de janeiro de 1993 |
| Bandeira desconhecida     | Sucupira                     | Lei estadual nº 251 de 20 de fevereiro de 1991 | 1º de janeiro de 1993 |
| Bandeira desconhecida     | Taipas do Tocantins          | Lei estadual nº 251 de 20 de fevereiro de 1991 | 1º de janeiro de 1993 |
| Bandeira desconhecida     | Brasilândia do Tocantins     | Lei estadual nº 498 de 21 de dezembro de 1992  | 1º de janeiro de 1993 |
| Bandeira desconhecida     | Pugmil                       | Lei estadual nº 676 de 26 de maio de 1994      | 1º de janeiro de 1997 |
| Bandeira desconhecida     | Chapada de Areia             | Lei estadual nº 679 de 26 de maio de 1994      | 1º de janeiro de 1997 |
| Bandeira desconhecida     | Crixás do Tocantins          | Lei estadual nº 680 de 26 de maio de 1994      | 1º de janeiro de 1997 |
| Bandeira desconhecida     | Talismã                      | Lei estadual nº 681 de 26 de maio de 1994      | 1º de janeiro de 1997 |
| Bandeira desconhecida     | Monte Santo do Tocantins     | Lei estadual nº 682 de 26 de maio de 1994      | 1º de janeiro de 1997 |
| Bandeira desconhecida     | Santa Teresinha do Tocantins | Lei estadual nº 683 de 26 de maio de 1994      | 1º de janeiro de 1997 |
| Bandeira desconhecida     | Luzinópolis                  | Lei estadual nº 684 de 26 de maio de 1994      | 1º de janeiro de 1997 |
| Bandeira desconhecida     | Bandeirantes do Tocantins    | Lei estadual nº 685 de 26 de maio de 1994      | 1º de janeiro de 1997 |
| Bandeira desconhecida     | Santa Rita do Tocantins      | Lei estadual nº 686 de 26 de maio de 1994      | 1º de janeiro de 1997 |
| Bandeira desconhecida     | Aguiarnópolis                | Lei estadual nº 687 de 26 de maio de 1994      | 1º de janeiro de 1997 |
| Bandeira desconhecida     | Chapada da Natividade        | Lei estadual nº 779 de 28 de setembro de 1995  | 1º de janeiro de 1997 |
| Bandeira desconhecida     | Ipueiras                     | Lei estadual nº 801 de 19 de dezembro de 1995  | 1º de janeiro de 1997 |
| Bandeira desconhecida     | Lavandeira                   | Lei estadual nº 801 de 19 de dezembro de 1995  | 1º de janeiro de 1997 |
| Bandeira desconhecida     | Barra do Ouro                | Lei estadual nº 829 de 26 de abril de 1996     | 1º de janeiro de 1997 |